# 뜨거운 안녕 (1967년 영화)
"뜨거운 안녕"은 1967년 공개된 대한민국의 영화이다.

## 배역
- 신영균
- 남정임
- 독고성
- 트위스트 김